# Albinmüller-Turm
Der Albinmüller-Turm ist ein Aussichtsturm im Rotehornpark in Magdeburg und zählt zu den Wahrzeichen der Stadt. Der Aussichtsturm prägt die  Magdeburger Stadtsilhouette mit und befindet sich nahe der Elbe auf der Elbinsel Werder neben der Magdeburger Stadthalle. Mit seiner Eleganz und Funktionalität ist der Turm ein bedeutendes Beispiel des Neuen Bauens der 1920er Jahre.

## Geschichte

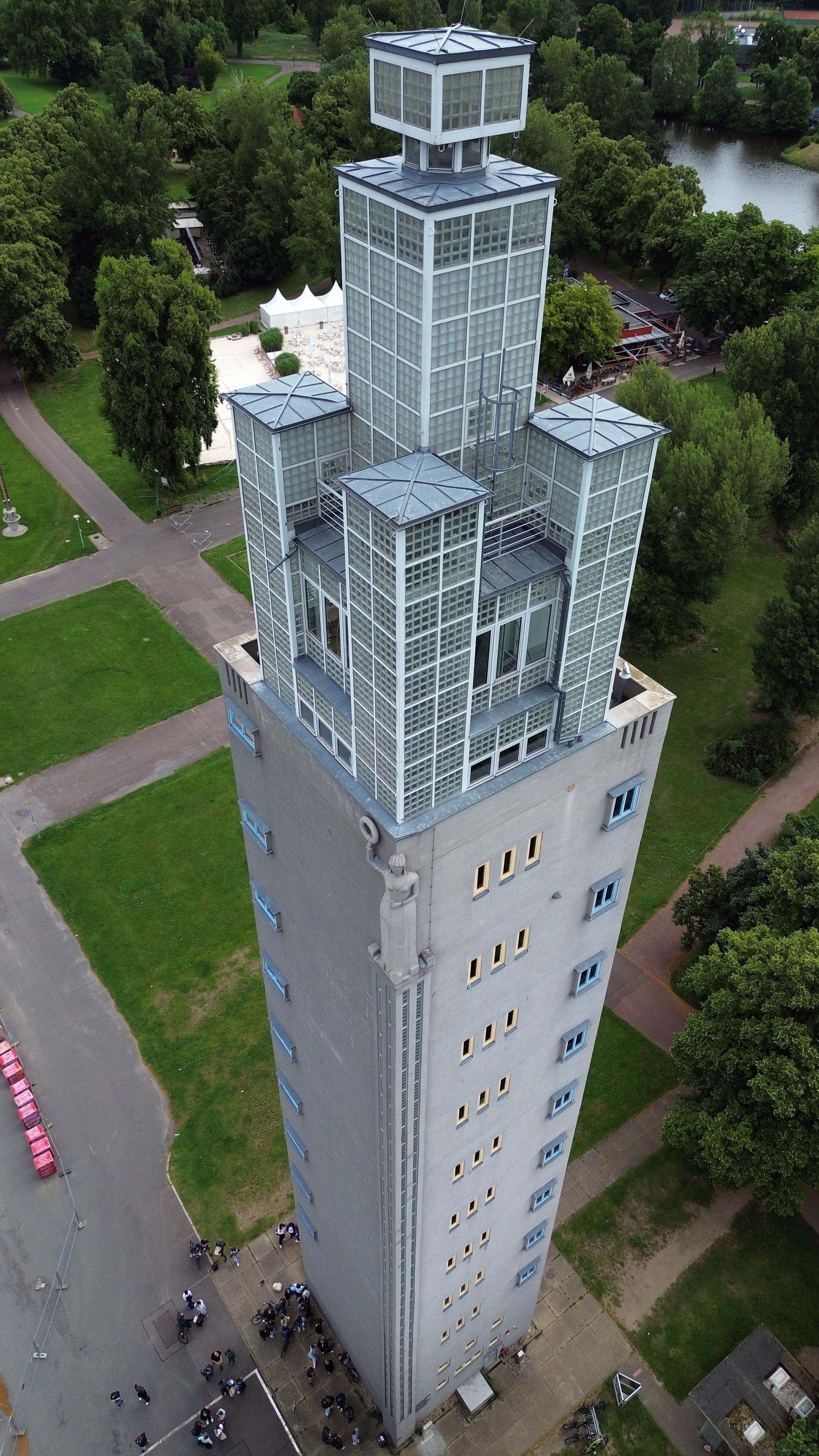
Albinmüllerturm

Der knapp 61 m hohe Turm entstand in den Jahren 1926/27 nach einem Entwurf des Architekten Albin Müller (genannt Albinmüller) im Rahmen der Umgestaltung des Areals für die Deutsche Theaterausstellung Magdeburg 1927. Das Bauwerk stellt eines der wichtigsten Werke Albin Müllers dar. Die Architektur des Turms nimmt die Ideen einer Glas- und Lichtarchitektur des zeitweise in Magdeburg tätigen Bruno Taut auf. Abends ist die gläserne Turmspitze farbig beleuchtet. Der Turm bildet zur unmittelbar danebenstehenden und zeitgleich entstandenen Stadthalle Magdeburg einen vertikalen Gegensatz und so etwas wie einen Campanile.

### Architektur
Auf quadratischem Grundriss erhebt sich der schlanke Turm als etwa 45 Meter hohe Stahlbetonkonstruktion, die von einem etwa 15 Meter hohen Glas-Stahl-Aufbau bekrönt wird. Die Aussichtsplattform befindet sich auf dem Betonschaft. Sie kann per Aufzug oder über 252 Stufen erreicht werden. Der gläserne Aufbau diente ursprünglich als Restaurant. Aufgrund der geringen Abmessungen war ein wirtschaftlicher Gastronomiebetrieb jedoch nicht möglich. Auf dem Turmschaft befindet sich eine Aussichtsplattform. Der gläserne Aufsatz ist aus der vertikalen Mittelachse des Schaftes seitlich verrückt, um die Silhouette des Turms zu beleben. An der südwestlichen Ecke des Turms befinden sich schmale Lisenen und dazwischen vertikale Lichtschlitze. Dieses auch zur nächtlichen Beleuchtung gedachte Element zieht sich fast über die gesamte Länge des Turmschafts. Markant ist die Anordnung der Fenster am Turmschaft. Kleine rechteckige Fenster im Querformat betonen die Ecken des Turms.

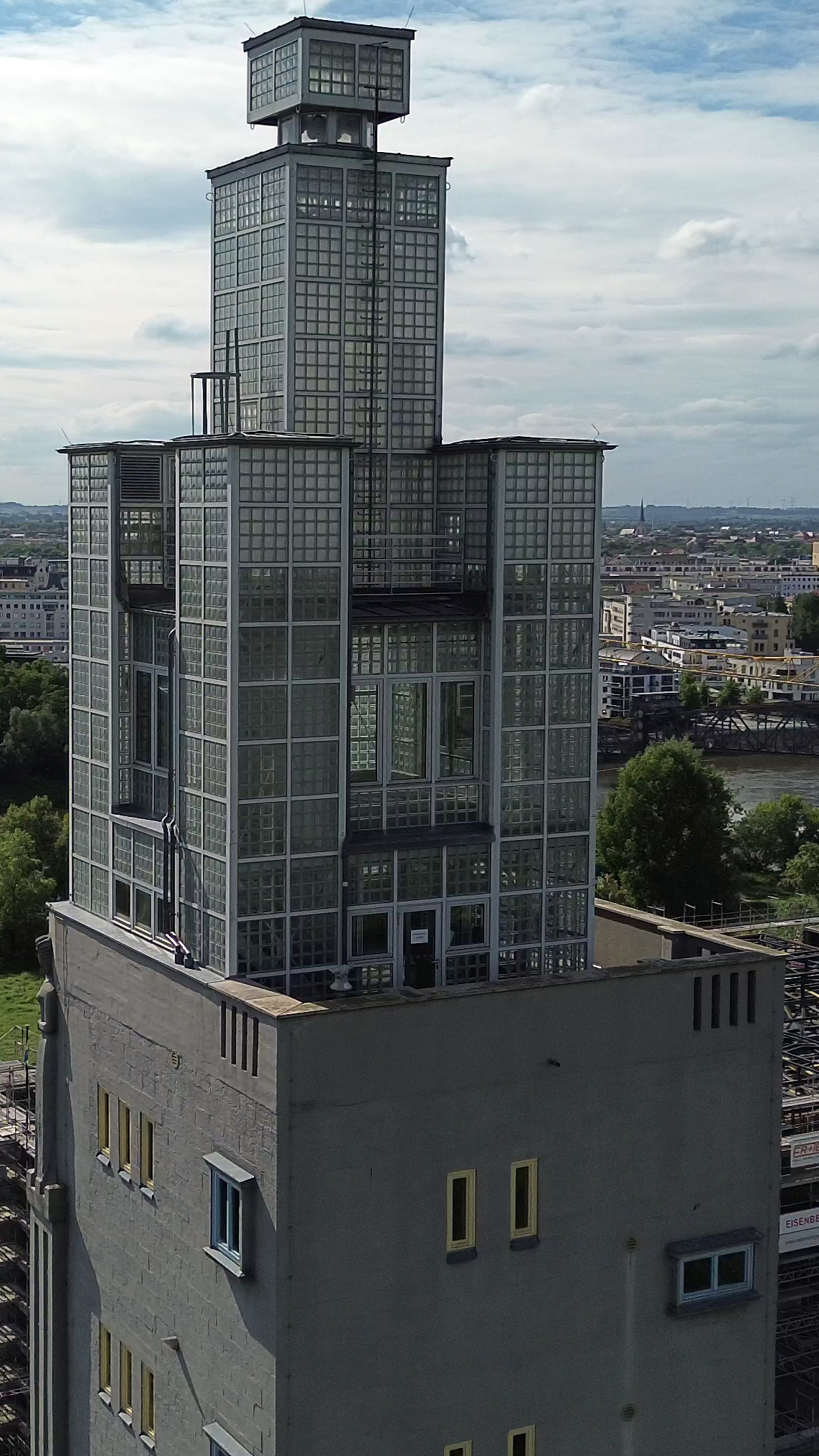
Blick auf die Aussichtsplattform und den Glasaufbau

Eine weibliche Relieffigur oben an der Gebäude-Ecke beschließt diese Fenstervertikale. Die monumentale, von Wilhelm Deffke geschaffene Figur stellt die Magdeburger Jungfrau dar, die auf dem Magdeburger Wappen abgebildet ist. Wie auch in der heraldischen Darstellung trägt die Magd in der rechten erhobenen Hand einen Kranz. Ein Prüfantrag von Stadträten an die Stadtverwaltung die schwer zu sehende Relieffigur in den Abendstunden von unten mit Scheinwerfern anzustrahlen, wurde abschlägig beschieden. Das ursprüngliche Lichtkonzept sehe nur die Beleuchtung von innen heraus vor.
Als Vorbilder für die Gestaltung des Albinmüller-Turms gelten der Darmstädter Hochzeitsturm von Joseph Maria Olbrich und bezüglich der Laterne das von Josef Hoffmann gestaltete Palais Stoclet in Brüssel.
Im örtlichen Denkmalverzeichnis ist der Aussichtsturm unter der Erfassungsnummer 094 82721 als Baudenkmal mit dem Namen ehem. Turm der Deutschen Theaterausstellung verzeichnet.

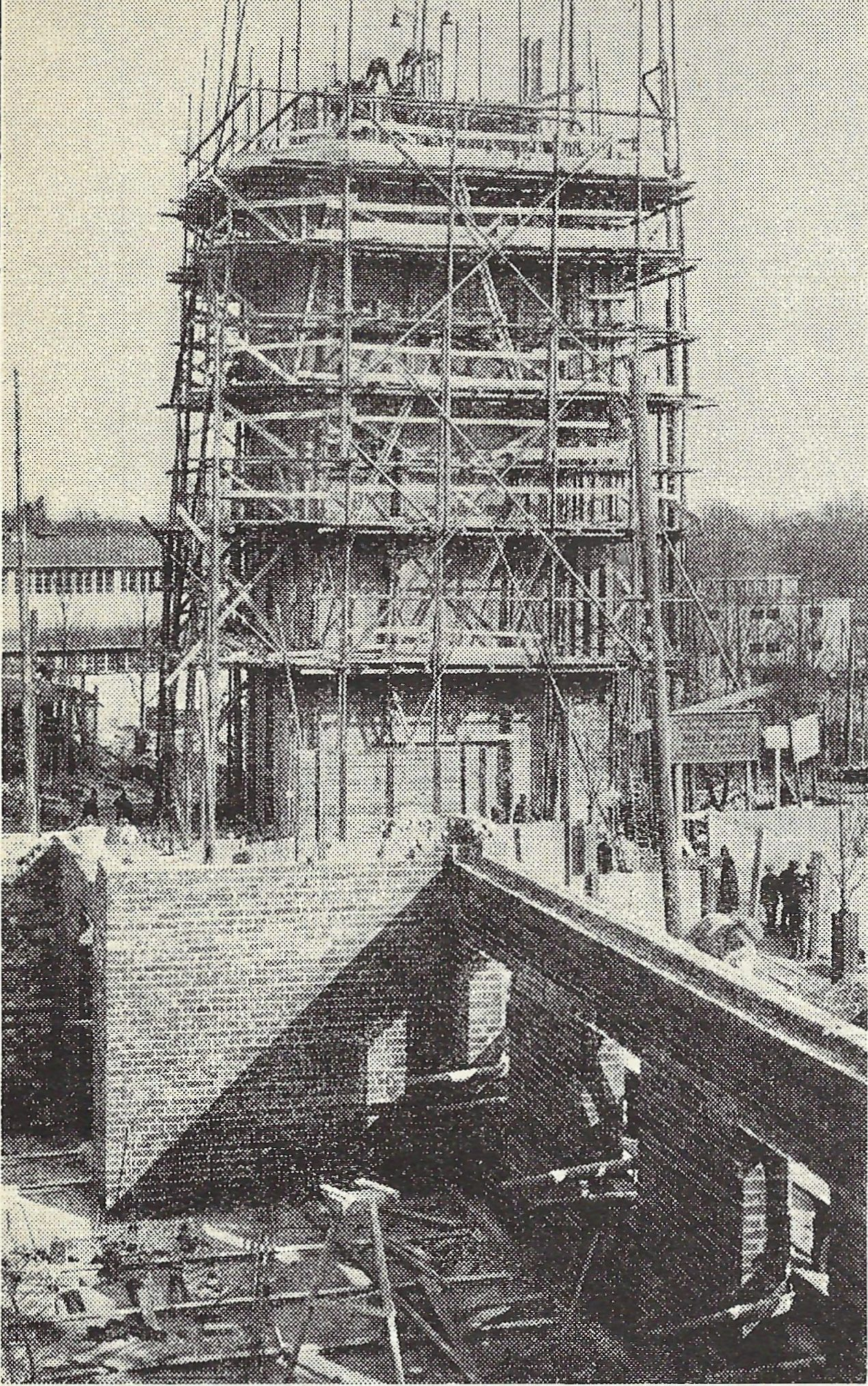
Bau des Turms; Baufortschritt am 28. März 1927 bei einer erreichten Höhe von 28 Metern
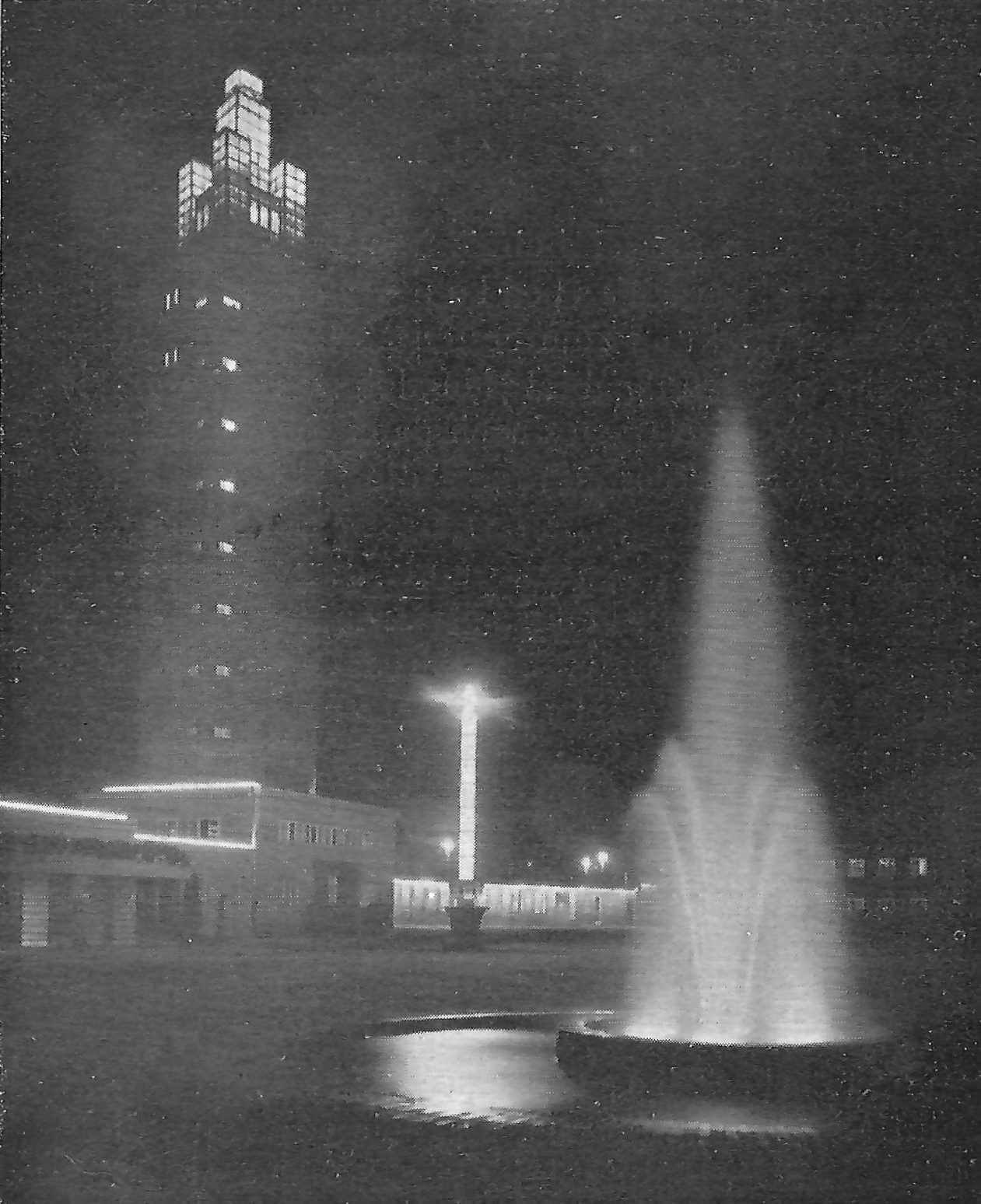
Nachtaufnahme, 1927
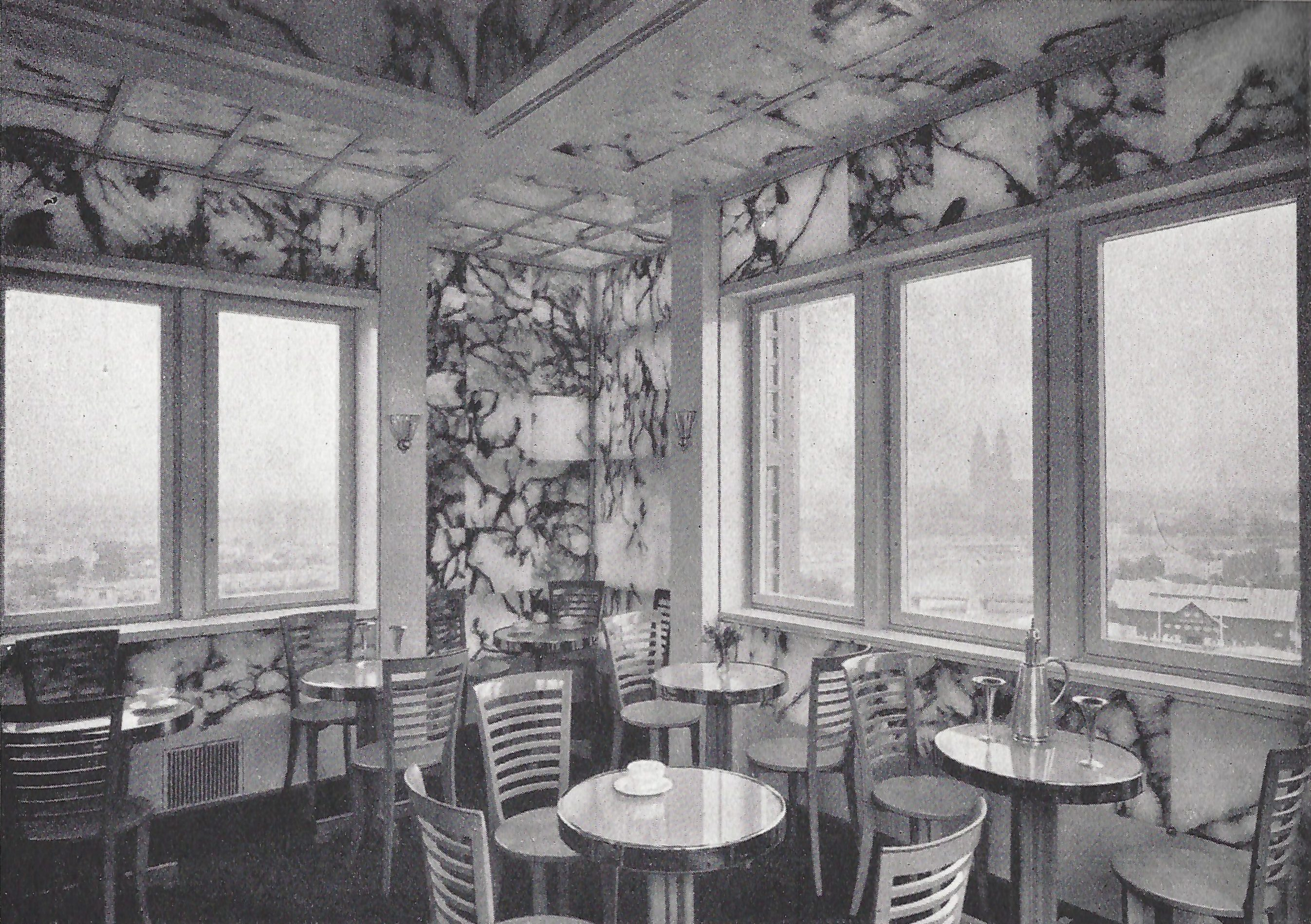
Alabastercafé im Turm in den 1920er Jahren

### Neuere Ereignisse
Der Turm wurde aufgrund nicht behobener Kriegsschäden und mangelnder Instandhaltung 2001 vorübergehend geschlossen und im ersten Jahrzehnt des 21. Jahrhunderts saniert. Der Stadtrat der Stadt Magdeburg beschloss auf der Sitzung am 16. Februar 2012 die Namensgebung Albinmüller-Turm für den bis dahin als Aussichtsturm Rotehornpark bezeichneten Turm, als Hommage an den Architekten.
Mit einem einstimmigen Votum beschloss der Magdeburger Stadtrat im April 2019, dass der Albinmüller-Turm eine nach 2005 erneute und weiterreichende Umgestaltung erfahren soll. Der Kulturausschuss forderte im Antrag u. a. eine ansprechendere Gestaltung des Eingangsbereichs für die Besucher, die Wiederbelebung des ehemaligen Turmcafés und die Einbindung des Turms in die Stadtrundfahrten-Route.
Am 22. Juni 2023 stimmte der Magdeburger Stadtrat mit großer Mehrheit für einen 1,5 Millionen Euro teuren Erweiterungsbau. Am Turmfuß soll ein Flachbau errichtet werden, umrahmt von viereckigen Ziegelstein-Säulen. Neben einem Café sind darin Empfangs- und Ausstellungsräume enthalten, auch für kleinere Veranstaltungen, ein Souvenirladen und moderne Sanitäranlagen. Der Baubeginn wird im Juni 2024 und die Fertigstellung für Juni 2025 erwartet.